# Hugo de Sousa
Hugo de Sousa (23 Junho de 1977) é um realizador/diretor português.
Estudou na Artts International, UK. Começou a trabalhar na produtora de televisão Plural Entertainement Portugal em 1999 onde se manteve até 2017 como Realizador e Director de Artístico. Entre as várias novelas que dirigiu e realizou, destaca-se a série juvenil "Morangos com Açúcar" que se manteve no ar durante nove anos e a telenovela "Meu Amor" vencedora de um International Emmy Award em 2010, dois anos mais tarde foi nomeado novamente para os International Emmy Awards com a novela "Remédio Santo". Foi também o realizador/diretor do filme "Morangos com Açúcar o Filme" e Director Artístico da novela "O Beijo do Escorpião". Em 2015 recebeu o Troféu TV7 Dias para melhor Realizador/Diretor. Em 2016 dirigiu a novela da "Santa Bárbara" e a série juvenil "Massa Fresca". Em 2017 dirigiu a novela "Ouro Verde", que contava com a participação de vários atores brasileiros para a TVI. Em Setembro de 2017 inicia o arranque da novela "Jogo Duplo" com gravações em Macau, mas acaba por deixar a Direção Artística das Novelas da TVI e da  "Plural Entertainement Portugal" para se mudar para o Brasil. Durante o ano de 2018 fez parte da equipa de Direção da novela "Orgulho e Paixão" na Rede Globo, e pela segunda vez leva para Portugal um International Emmy Award de melhor Telenovela com a novela  "Ouro Verde". Ainda a trabalhar para a Rede Globo dirigiu a novela Salve-se quem puder de Daniel Ortiz em 2019 e 2020. Regressou a Portugal como Diretor Artistico da principal produtora de novelas Plural Entertainement Portugal  onde permaneceu até aceitar o enorme desafio de dirigir a primeira novela brasileira para o mercado do streaming Dona Beja produzida pela Floresta Sony Pictures para a MAX em 2023, ainda sem previsão de estreia.

## Filmografia
- A princesa - RTP
- Morangos com Açúcar - O Filme

## Séries
- Morangos com Açúcar I
- Morangos com Açúcar II O Regresso às Aulas
- Morangos com Açúcar III - Geração Rebelde
- Morangos com Açúcar IV - Espírito Rebelde
- Morangos com Açúcar V - Geração Rebelde
- Morangos com Açúcar VI - Geração Rebelde
- Morangos com Açúcar VII - Vive o Teu Talento
- Morangos com Açúcar VIII - Agarra o Teu Futuro
- Morangos com Açúcar IX - Segue o Teu Sonho
- Massa Fresca

### Casos da Vida
- Pretérito Imperfeito
- Pecados de Família
- Longe Demais
- O dia em que a minha vida se tornou um reality show

## Telenovelas
- Amanhecer
- Dei-te Quase Tudo
- Espírito Indomável
- Remédio Santo
- Sedução
- Meu Amor
- Doida por Ti
- Mundo ao Contrário
- O Beijo do Escorpião
- Santa Bárbara
- Ouro Verde
- Jogo Duplo
- Orgulho e Paixão
- Salve-se quem puder
- Quero é viver
- Dona Beja